# Людвінув (Пулавський повіт)
Людвінув (пол. Ludwinów) — село в Польщі, у гміні Наленчув Пулавського повіту Люблінського воєводства.
Населення — 87 осіб (2011).
У 1975-1998 роках село належало до Люблінського воєводства.

## Демографія
Демографічна структура станом на 31 березня 2011 року:
|          | Загалом | Допрацездатний вік | Працездатний вік | Постпрацездатний вік |
| -------- | ------- | ------------------ | ---------------- | -------------------- |
| Чоловіки | 45      | 12                 | 30               | 3                    |
| Жінки    | 42      | 5                  | 23               | 14                   |
| Разом    | 87      | 17                 | 53               | 17                   |